# Ștefan Luchian

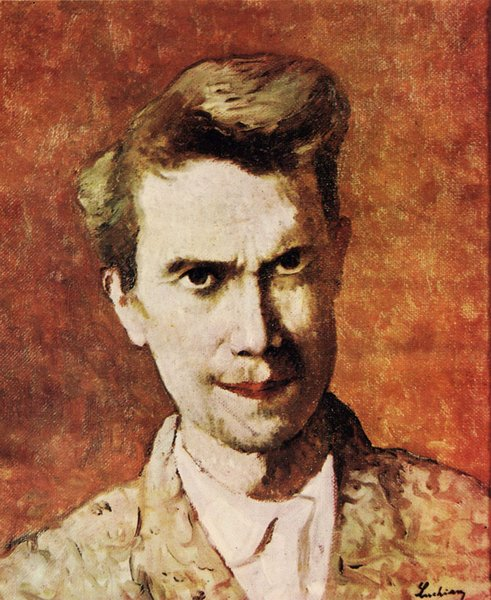
Ștefan Luchian, zelfportret

Ștefan Luchian (Ștefănești 1 februari 1868 - Boekarest, 27 juni 1916) was een Roemeens kunstschilder. Zijn werk werd sterk beïnvloed door het impressionisme.

## Leven en werk
Luchian werd geboren in het Roemeense dorp Ștefănești, waar zijn vader burgemeester was. In 1873 verhuisde de familie naar Boekarest, waar hij het gymnasium bezocht. In 1885 ging hij naar de Școala de belle arte, waar hij onder invloed kwam van Nicolae Grigorescu. Tegelijkertijd studeerde hij fluit aan het conservatorium. In 1889 reisde hij naar München en studeerde daar aan de Academie voor Beeldende Kunsten. Tussen 1891 en 1893 verbleef hij te Parijs, waar hij aan de Academie Julian een leerling was van William Bouguereau en Tony Robert-Fleury. Hij raakte er onder de indruk van het impressionisme, meer in het bijzonder van Edgar Degas en Édouard Manet, wiens stijl hij gedeeltelijk overnam. Na zijn terugkeer uit Parijs nam hij met portretten, landschappen en stillevens deel aan diverse tentoonstellingen te Boekarest.
In 1896 was Luchian samen met onder andere Nicolae Vermont een van de oprichters van de 'Salonul Independenţilor', een modernistische tegenhanger van de officiële Roemeense salon, die twee jaar later zou overgaan in het genootschap 'Societatea Ileana'. Vanaf die tijd begon hij ook elementen van het symbolisme en de jugendstil in zijn werk te integreren. In de zomer van 1898-1899 maakte hij enkele wandschilderingen in de kathedralen van Alexandria en Tulcea. In 1900 nam hij met twee werken deel aan de wereldtentoonstelling te Parijs.
Rond de eeuwwisseling begonnen zich symptomen van multiple sclerose bij Luchian te vertonen en vanaf 1901 kampte hij met regelmatig met opflakkerende verlammingsverschijnselen. Hij bleef echter druk schilderen en exposeren en zijn populariteit in Roemenië groeide tot grote hoogte. Hij gold als voorbeeld voor veel jonge kunstenaars, waaronder Nicolae Tonitza. Nadat hij in 1911 opgenomen werd in het Dr.-Margaritarescu-Sanatorium te Boekarest nam zijn productiviteit echter snel af. Zijn laatste schilderij, Interieur met Lorica, schilderde hij in 1913. Hij overleed in 1916, op 48-jarige leeftijd.
In 1981 werd Luchians leven verfilmd door de Roemeense regisseur Nicolae Mărgineanu met Ion Caramitru in de hoofdrol. Veel van zijn werk is te zien in het Nationaal Kunstmuseum in Boekarest. Eind jaren zeventig verscheen een hele serie Roemeense postzegels met stillevens van zijn hand.

## Galerij

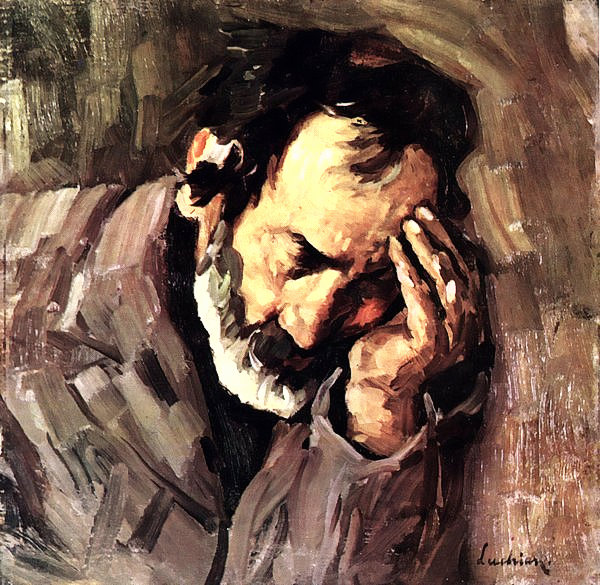
Mos Niculae
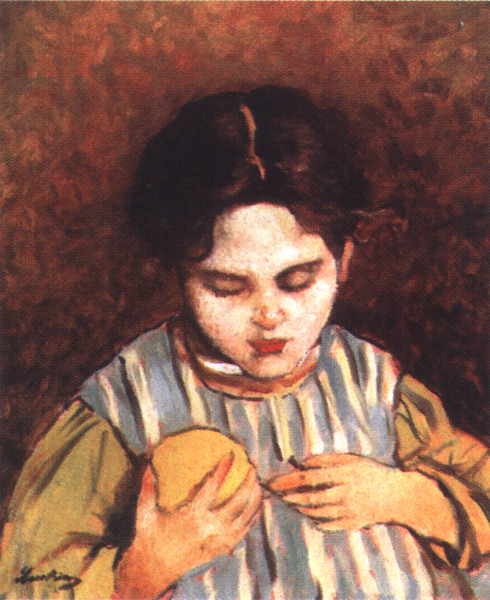
Lica cu portocala
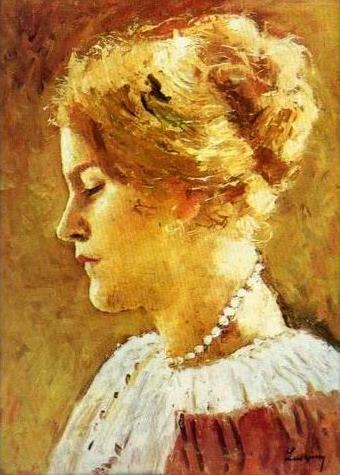
Profiel (Lorica)
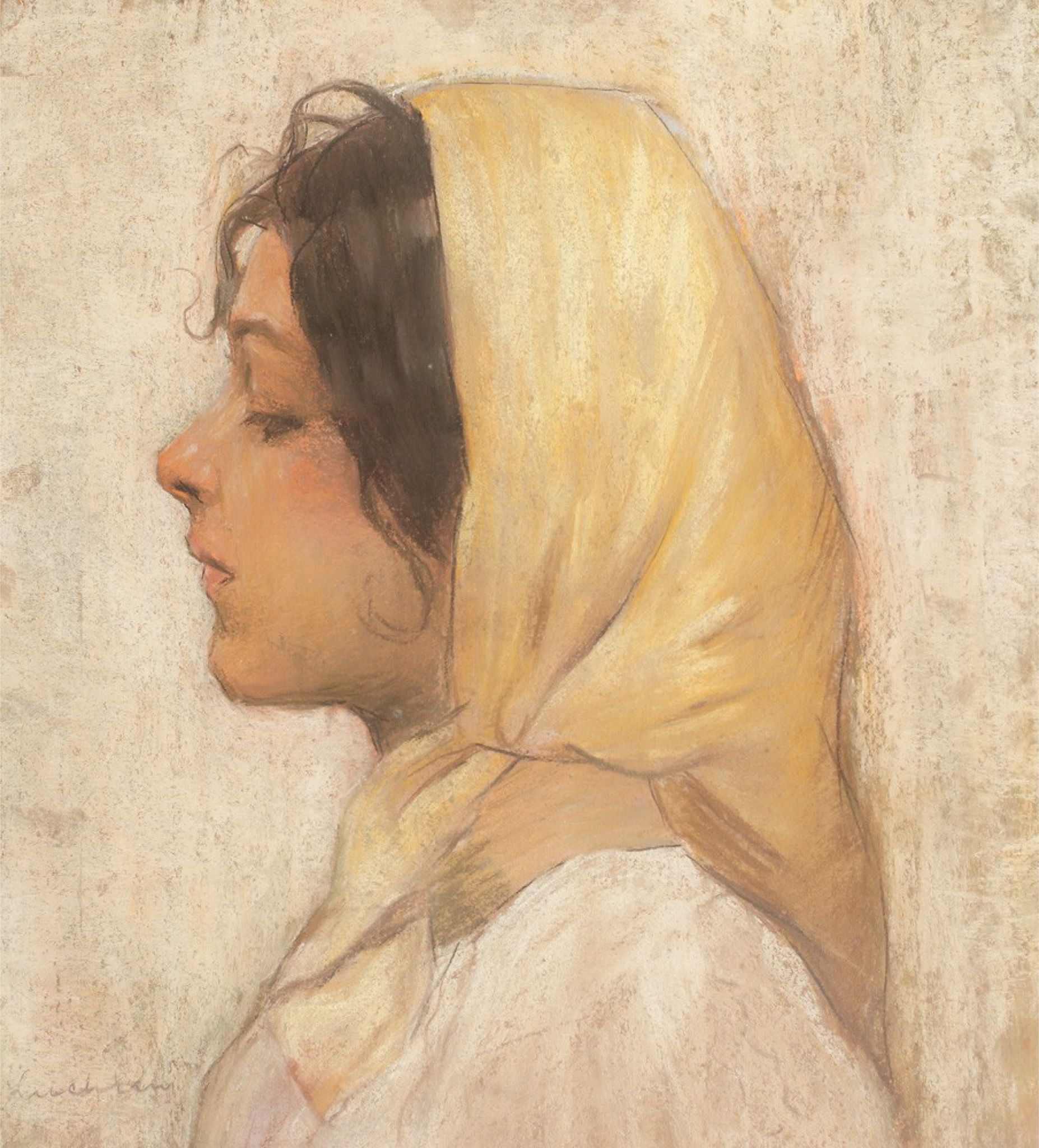
Boerenvrouw met gele hoofddoek
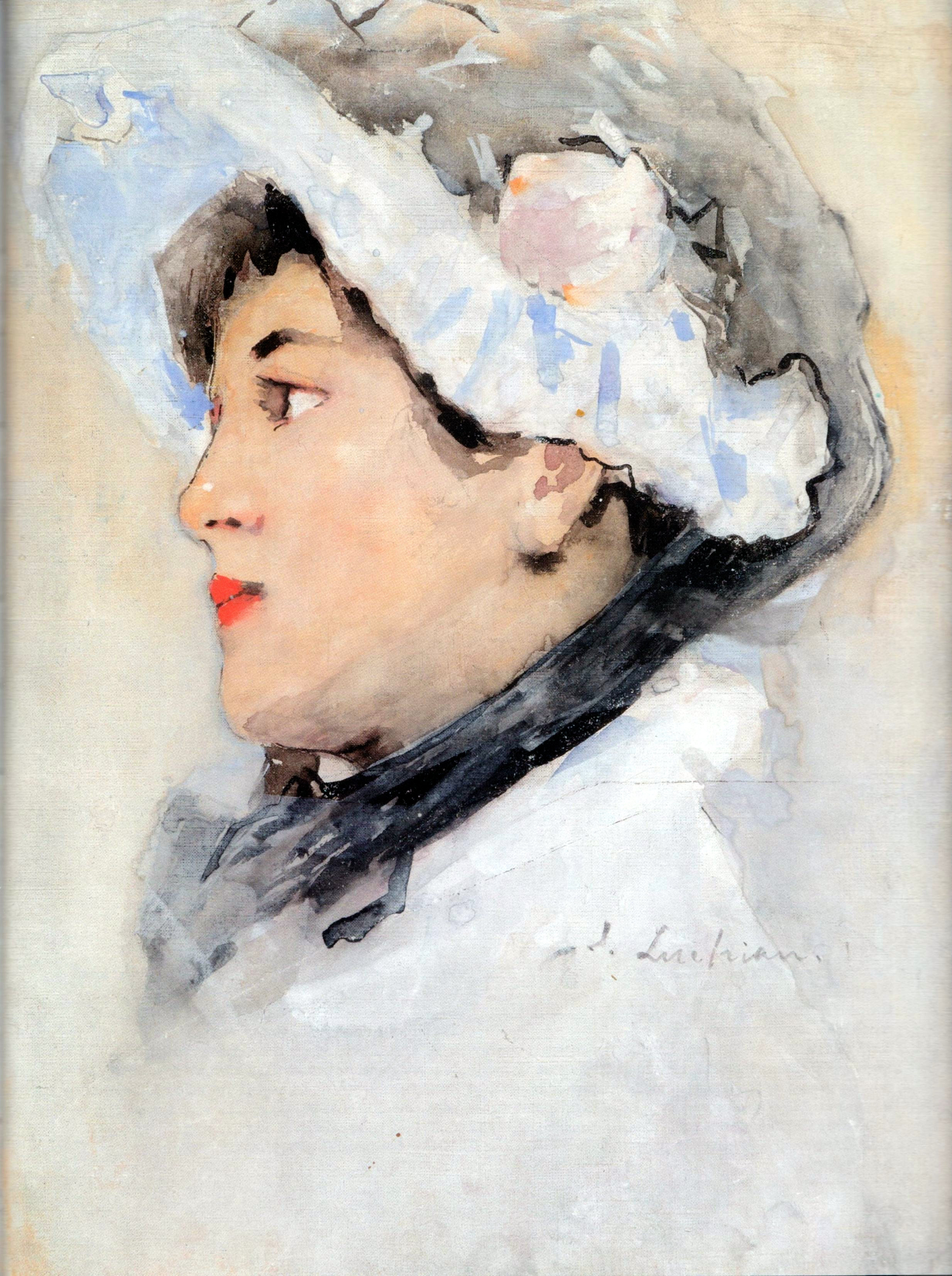
Vrouwenportret
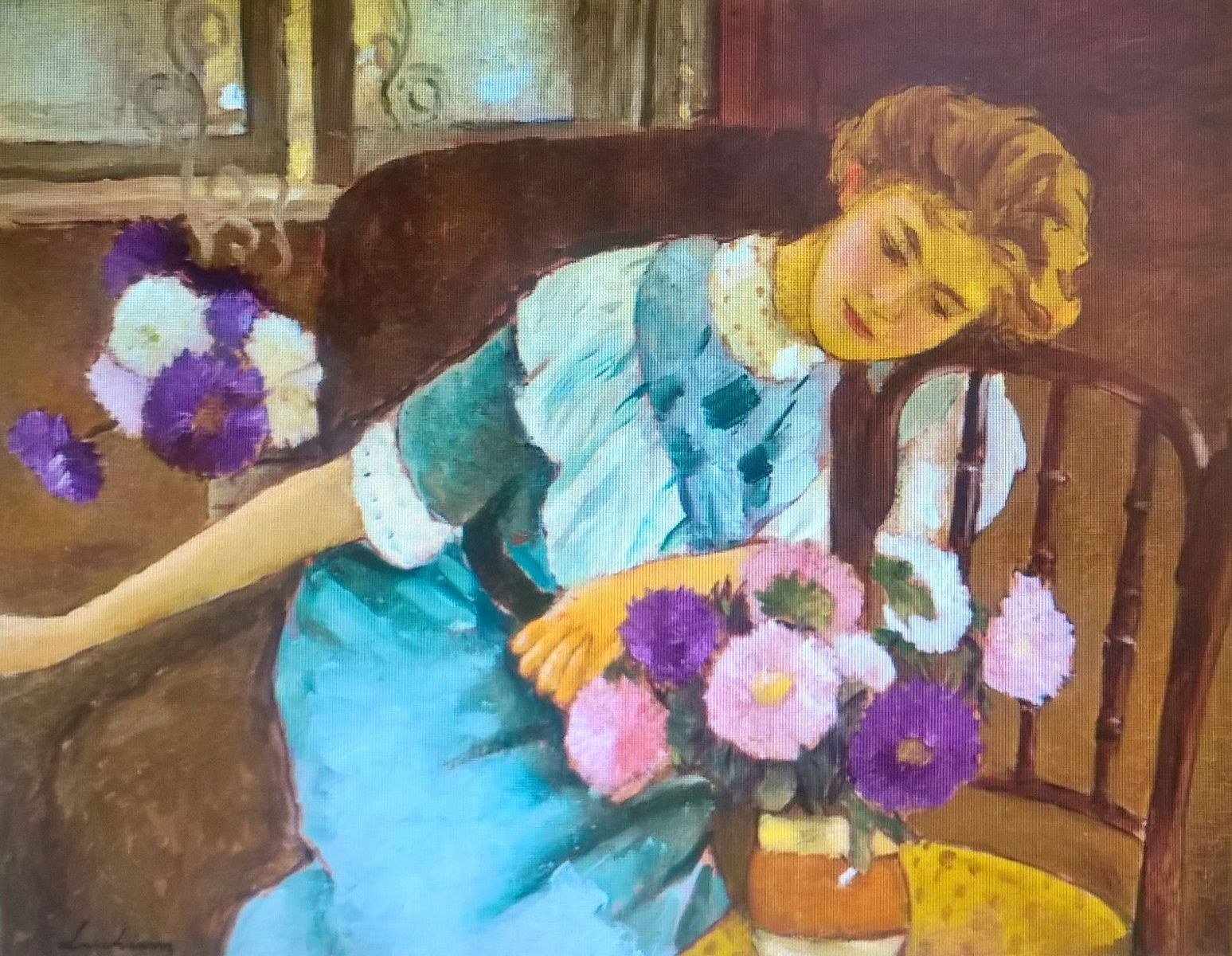
Interieur met Lorica (Luchians laatste schilderij, 1913)
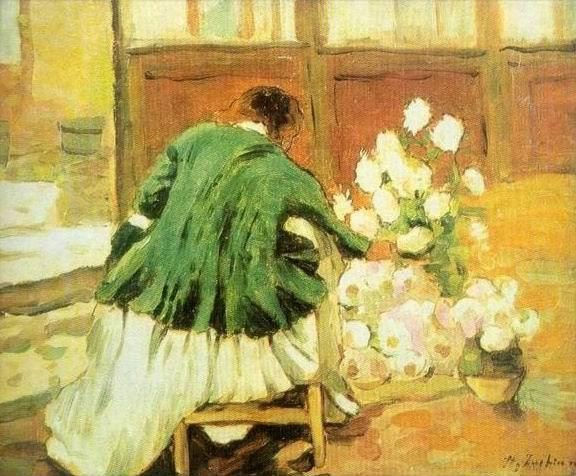
Groene mantel
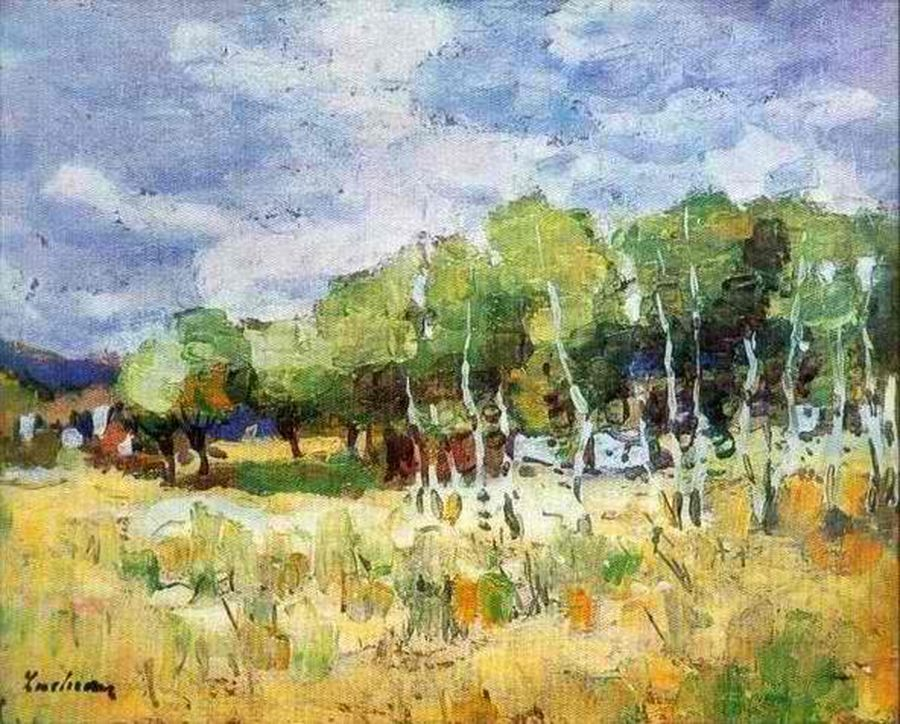
Na de regen
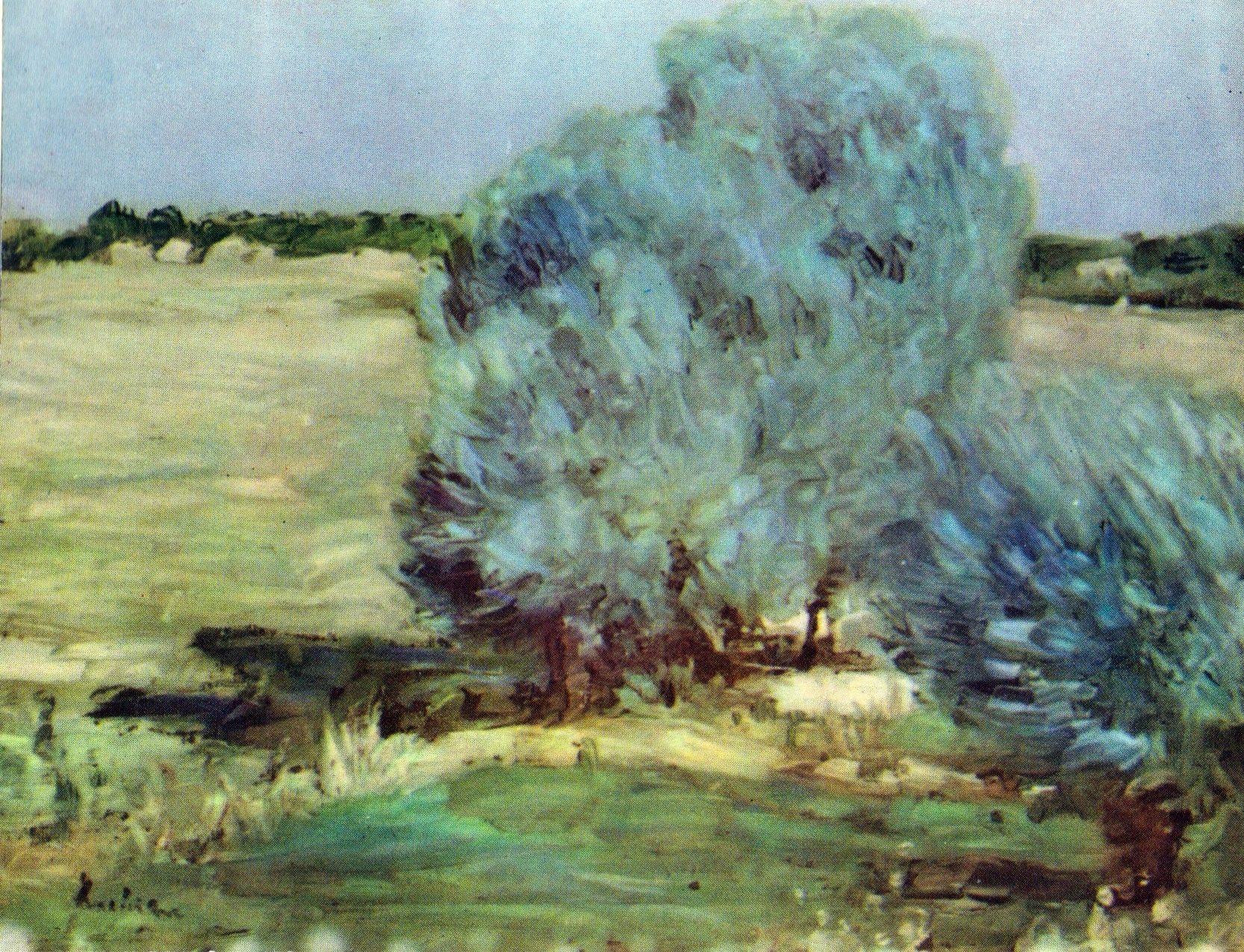
Landschap
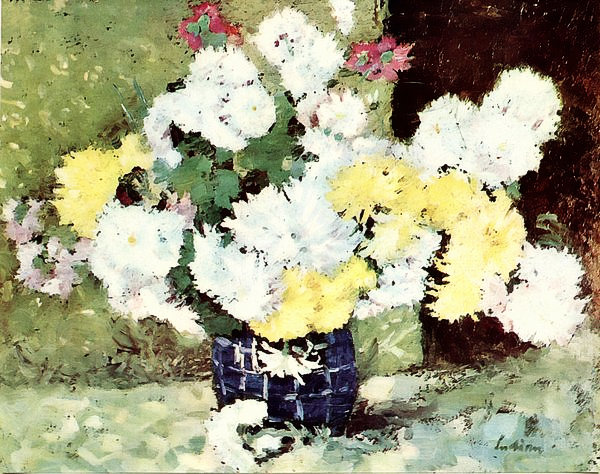
Chrysanten in albasten vaas